# Marco Stefanoni
Marco Stefanoni (Venècia, 1916 - San Donato Milanese, 2 de febrer de 1985) fou un baix italià.
Va estudiar a Florència. Va debutar el 1943 al Teatro dell'Opera di Roma en un petit paper de Madame Sans-Gêne de Giordano. Després de diverses temporades a Florència, Venècia i Trieste, va ser contractat per La Scala de Milà, on cantà regularment de 1949 a 1965.
Va cantar al Gran Teatre del Liceu de Barcelona.